# Мадагаскарско-северокорейские отношения
Мадагаскарско-северокорейские отношения — двусторонние дипломатические отношения между Республикой Мадагаскар и Корейской Народно-Демократической Республикой (КНДР).

## История
Отношения начали развиваться во времена Демократической Республики Мадагаскар, когда ухудшились отношения между Францией и Мадагаскаром. КНДР предоставила молодой африканской стране оружие и военных специалистов, а также принимала участие в строительстве дворца Иавулуха, однако КНДР не открыла посольство или консульство на Мадагаскаре.